# Ле-Шатле
Ле-Шатле́ (фр. Le Châtelet) — коммуна во Франции, находится в регионе Центр. Департамент — Шер. Главный город кантона Шатле. Округ коммуны — Сент-Аман-Монтрон.
Код INSEE коммуны — 18059.

## География
Коммуна расположена приблизительно в 250 км к югу от Парижа, в 145 км южнее Орлеана, в 50 км к югу от Буржа.
По территории коммуны протекает река Портефёй (фр. Portefeuille).

## Население
Население коммуны на 2008 год составляло 1140 человек.
| 1962 | 1968 | 1975 | 1982 | 1990 | 1999 | 2008 |
| ---- | ---- | ---- | ---- | ---- | ---- | ---- |
| 1219 | 1226 | 1265 | 1151 | 278  | 1104 | 1140 |

## Экономика
Основу экономики составляет сельское хозяйство.
В 2007 году среди 646 человек в трудоспособном возрасте (15—64 лет) 440 были экономически активными, 206 — неактивными (показатель активности — 68,1 %, в 1999 году было 70,7 %). Из 440 активных работали 347 человек (181 мужчина и 166 женщин), безработных было 93 (51 мужчина и 42 женщины). Среди 206 неактивных 42 человека были учениками или студентами, 102 — пенсионерами, 62 были неактивными по другим причинам.

## Достопримечательности
- Церковь аббатства Нотр-Дам-де-Пюи-Ферран (XII век). Исторический памятник с 1911 года[3]
- Церковь Сен-Марсьяль, была построена в 1887—1889 годах по проекту архитектора Анри Доверня[фр.]
- Деревня гончаров Арше
  - Музей керамики

## Фотогалерея

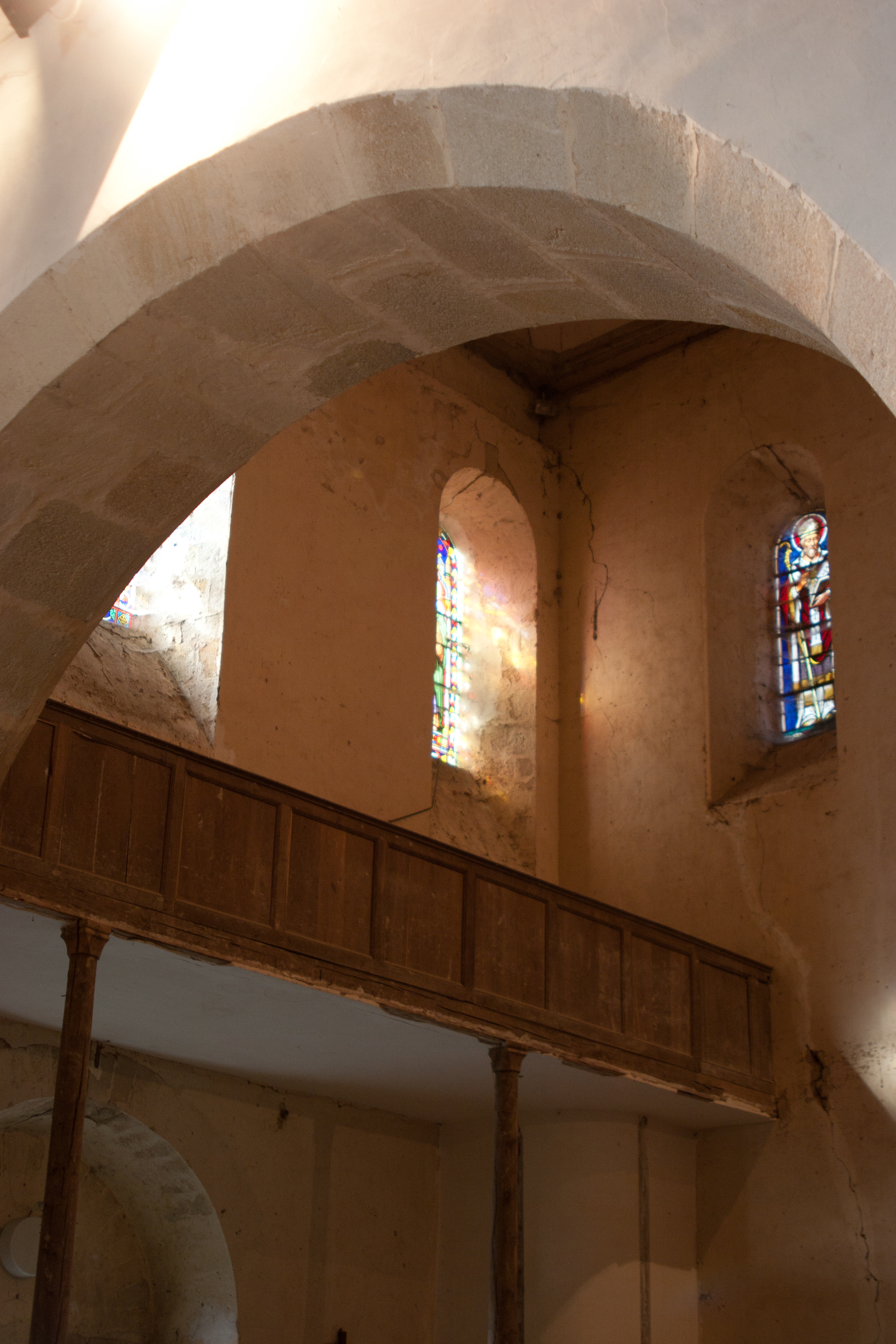
Церковь аббатства Нотр-Дам-де-Пюи-Ферран
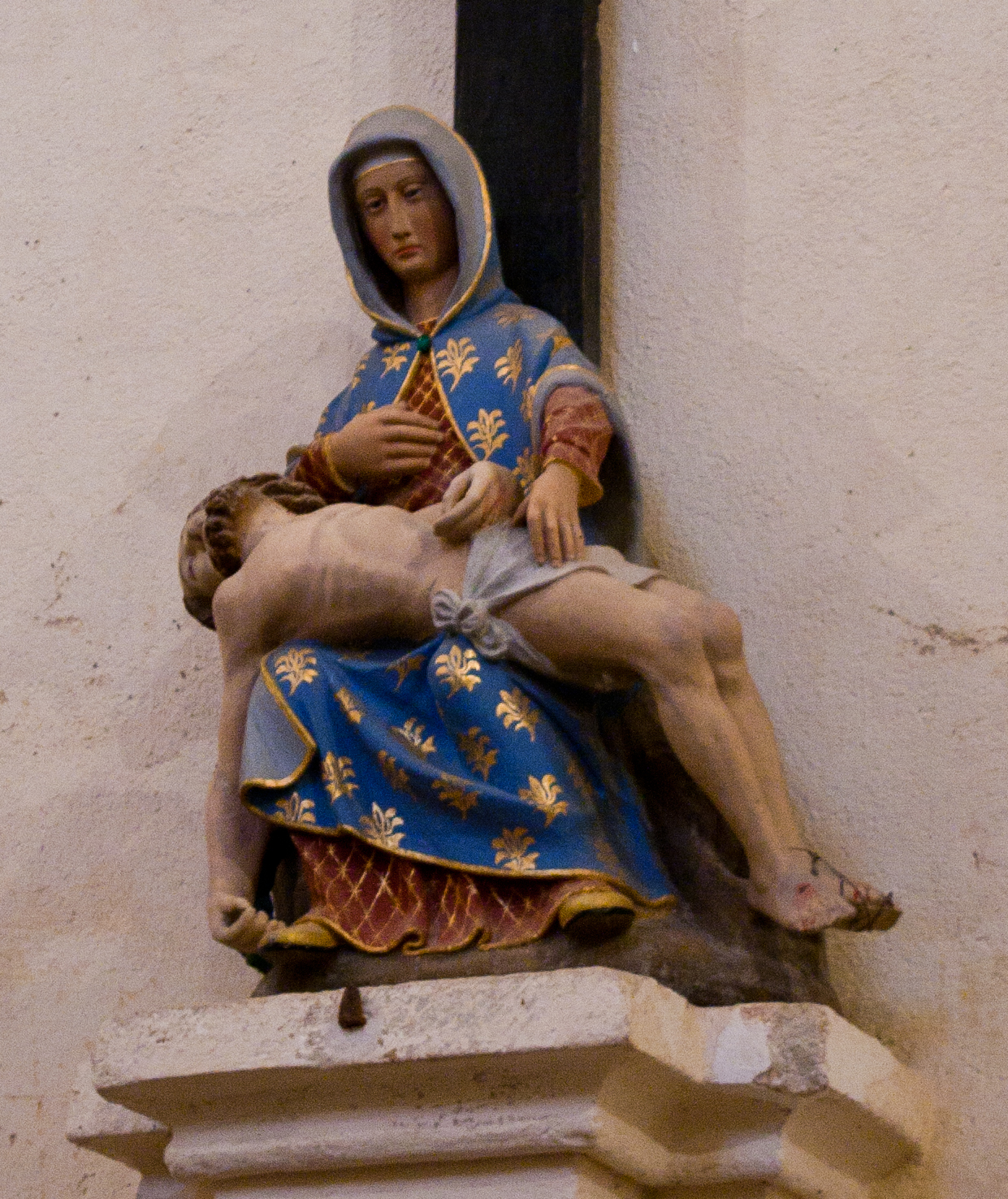
Пьета
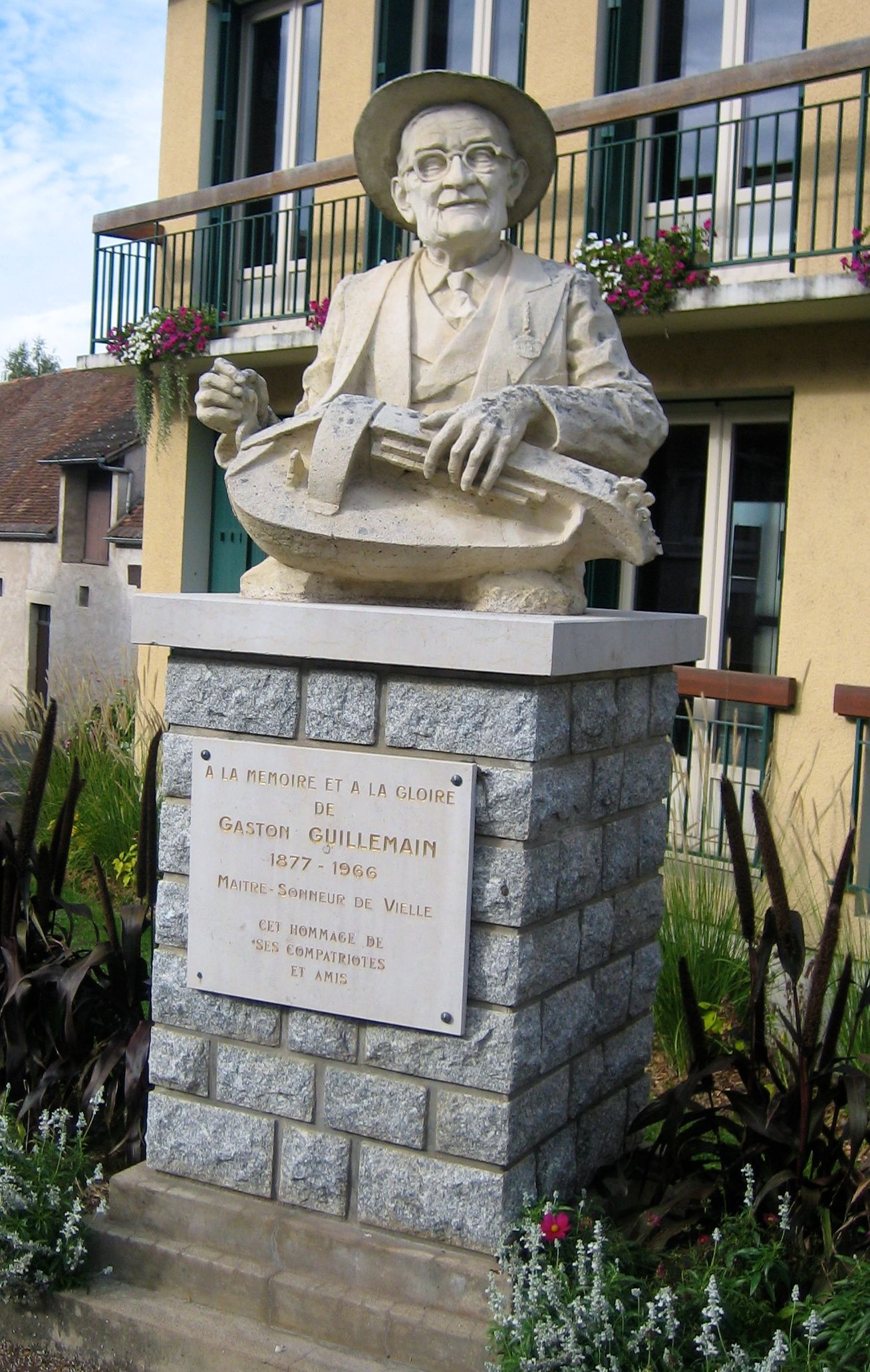
Памятник шарманщику Гастону Гийемену